# Kapchorwa (plaats)
Kapchorwa is de hoofdplaats van het district Kapchorwa in het oosten van Oeganda.
Kapchorwa telde in 2002 bij de volkstelling 8902 inwoners.

## Geboren
- Peruth Chemutai (1999), olympisch kampioene 2020 3000 m steeple